# Yamaha XZ 550
La Yamaha XZ 550, chiamata XZ 550 Vision, è una motocicletta prodotta dalla casa motociclistica giapponese Yamaha dal 1982 al 1985.

## Profilo e contesto
Presentata ad IFMA di Colonia nel 1982, la XZ 550 era una moto sportiva di media cilindrata, dotata di un motore bicilindrico a V di 70° raffreddato a liquido da 552 cm³, a quattro tempi con distribuzione bialbero a 4 valvole per cilindro per un totale di 8.
Ad alimentarlo vi erano dei carburatori Mikuni.